# Caudron G.6
Il Caudron G.6, citato anche come Caudron G.VI, fu un aereo da ricognizione biposto, bimotore e biplano, sviluppato dall'azienda aeronautica francese Société des avions Caudron negli anni dieci del XX secolo.
Sviluppo del precedente ed anticonvenzionale Caudron G.4, venne adottato dall'Aviation militaire, la componente aerea dell'Armée de terre (l'esercito francese), durante le fasi finali della prima guerra mondiale.

## Storia del progetto
Durante lo svolgimento della Prima guerra mondiale, la necessità di avere a disposizione dei velivoli sempre più efficienti ed al passo con l'evoluzione tecnica dei modelli adottati dalle forze avversarie, spronò il veloce sviluppo dei "più pesanti dell'aria". Tra le file delle nazioni della Triplice intesa la Francia, per volere dell'esercito impegnato sul fronte occidentale, ritenne necessario trovare un sostituto del precedente G.4.
La Caudron affidò lo sviluppo di un modello atto allo scopo al suo capo progettista Paul Deville, il quale decise di basarsi sull'esperienza acquisita nel G.4 disegnando un velivolo che riproponeva la velatura biplano-sesquiplana e propulsione bimotore del precedente modello abbinandole, al posto della soluzione con gondola centrale più travi di coda in tubi, ad una nuova e più convenzionale fusoliera dotata di una struttura di rinforzo ventrale, caratterizzata dai due abitacoli aperti destinati a pilota e mitragliere collocati rispettivamente davanti e dietro le ali, e che terminava in un più convenzionale impennaggio monoderiva.
Il modello venne portato in volo con successo nel luglio 1916 ed avviato alla produzione in serie, con i primi esemplari equipaggiati con una coppia di motori Le Rhône 9C da 80 CV sostituiti in seguito dai più potenti 9J.

## Tecnica
Il G.6 era un velivolo di impostazione convenzionale, per il periodo: costruzione interamente lignea, monomotore biposto con velatura biplana e carrello fisso.
La fusoliera, realizzata con struttura in legno e ricoperta in tela trattata, presentava due abitacoli aperti posti in tandem, l'anteriore destinato al pilota ed il posteriore all'osservatore/mitragliere, collocati rispettivamente davanti e dietro le ali. Posteriormente terminava in un impennaggio classico monoderiva dotato di piani orizzontali controventati.
La configurazione alare era biplano-sesquiplana, composta dall'ala superiore, montata alta a parasole, di apertura sensibilmente maggiore dell'inferiore, montata bassa sulla fusoliera, collegate la prima alla parte superiore della fusoliera tramite un castello tubolare e tra loro da una quadrupla coppia di montanti per lato, i quattro più interni che si aprivano "a V" con il vertice sull'ala inferiore e che svolgevano anche la funzione di supporto per le gondole motore, i più esterni integrati da altrettante aste di controvento.
Il carrello d'atterraggio era fisso, con gli elementi anteriori composti da carrellini dotati di ruote binate collegate tra loro da un assale rigido, il tutto integrato da un pattino d'appoggio posteriore, ammortizzato e posizionato sotto la coda.
La propulsione era affidata ad una coppia di motori Le Rhône, dei rotativi a pistoni radiali raffreddati ad aria in grado di esprimere una potenza pari a 110 CV (78 kW) ciascuno, posizionati nelle gondole tra i montanti interalari più interni ed abbinati ad un'elica bipala in legno a passo fisso.
L'armamento difensivo consisteva in un paio di mitragliatrici Lewis calibro 7,7 mm; quello offensivo, quando lo richiedeva la missione, in un carico pari a 100 kg in bombe da caduta.

## Impiego operativo
Il modello, indicato come Cau.6, entrò in servizio nei reparti aerei di osservazione e ricognizione aerea dell'esercito francese schierati sul fronte occidentale fin dall'estate 1916, con il compito di cooperare con le forze di terra nel dare informazioni sul dislocamento delle forze nemiche e nel comunicare l'efficacia o la necessità di un miglior puntamento dell'artiglieria, proseguendo il suo incarico operativo fino al termine del conflitto.

## Utilizzatori
Francia
- Aviation militaire

### Pubblicazioni
- Caudron G.VI, in Aerei da guerra, Ginevra - Novara, Edito Service S.A. - Istituto Geografico De Agostini, 1993.